# Johan Renck
Bo Johan Renck, född 5 december 1966 i Uppsala, är en svensk regissör och tidigare musiker. Som musiker är han känd under artistnamnet Stakka Bo. 

## Biografi
Johan Renck är son till läkaren, professor Hans Renck och sjuksköterskan Marina Kylberg samt sonson till Lorentz Renck och Elin Wingqvist-Renck. Familjen flyttade runt mycket under uppväxten och hade bland annat Torekov i Skåne som fast punkt då föräldrarna hade ett sommarhus där.
Johan Renck har en civilekonomexamen från Handelshögskolan i Stockholm.

### Musik
Runt 1990–1991 började han kalla sig Stakka B, då han tillsammans med Martin Eriksson – mer känd som E-Type – bildade duon E-Type + Stakka B. Konstellationen utgav en handfull låtar, bland andra "Numania 1", där även Rencks dåvarande flickvän Camilla "La Camilla" Henemark medverkar okrediterat. Renck producerade även hennes solodebut Everytime You Lie. När Renck sedan satsade på en solokarriär ändrade han Stakka B till Stakka Bo.
Med Nana Hedin, som sjöng refrängen till hans stora hit "Here we go", och med Oskar Franzén vid sin sida toppade han listorna över hela Europa. Nana Hedin syntes dock aldrig i deras videor, utan Alma Jansson och andra modeller mimade till hennes röst.

### Regissör

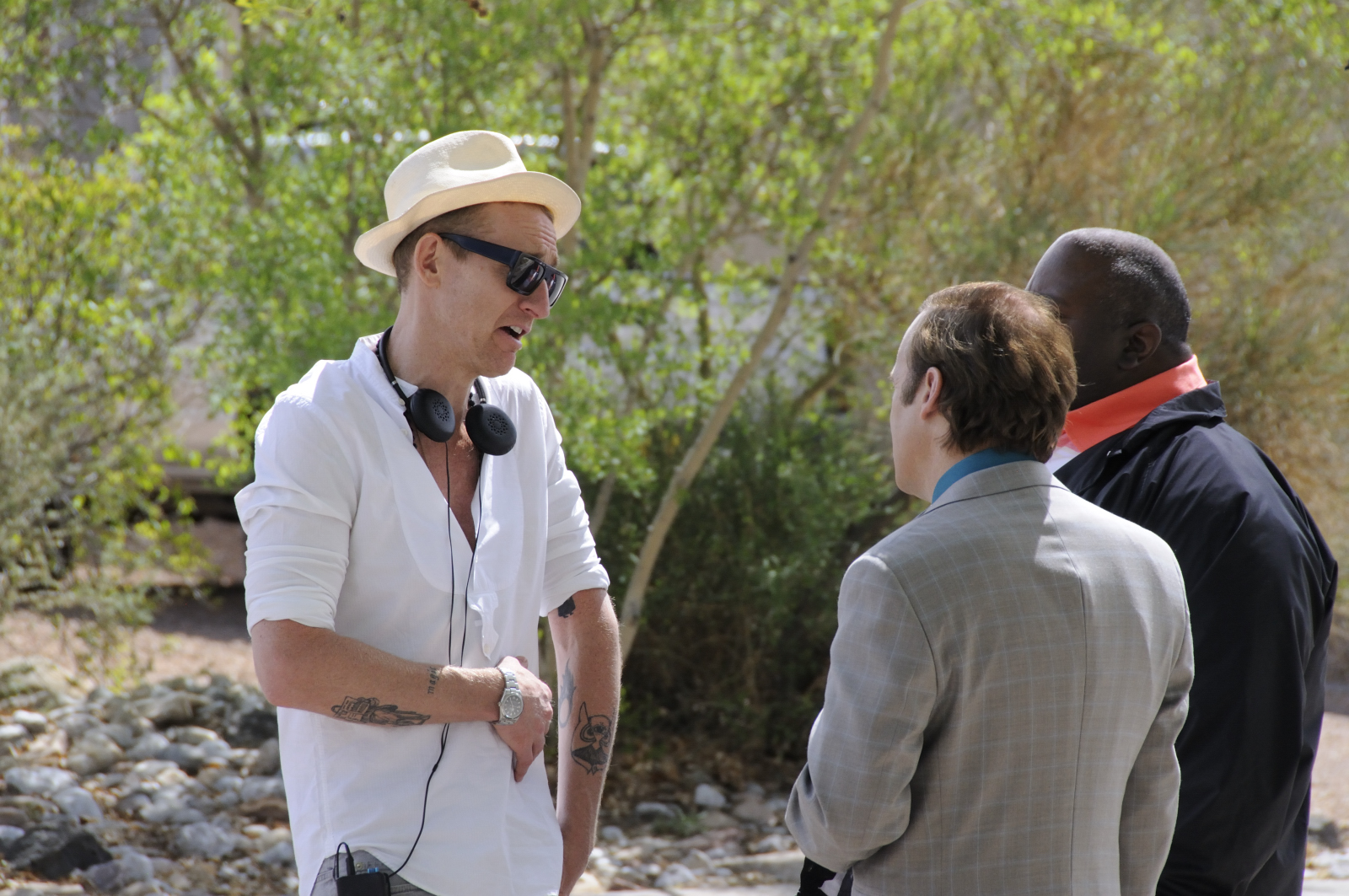
Johan Renck (vänster) tillsammans med Bob Odenkirk och Lavell Crawford vid inspelningen av Breaking Bad 2011.

Under 1990-talet gjorde sig Renck känd som musikvideoregissör. Han har bland annat regisserat åt Madonna, Suede, Chris Cornell, All Saints, Kylie Minogue, Beyoncé, Robbie Williams, Backyard Babies, Kent och The Cardigans. År 2015 regisserade han David Bowies 10 minuter långa musikvideo "Blackstar". År 2016 regisserade han även videon till Bowies "Lazarus".
Renck har även gjort en rad reklamfilmer åt modehus, som Chanel, Fendi, Givenchy, Yves Saint Laurent och Valentino.
År 2008 debuterade han som långfilmsregissör med den amerikanska långfilmen Downloading Nancy. Renck har regisserat flera amerikanska TV-serier, bland annat tre avsnitt av den uppmärksammade serien Breaking Bad, där han regisserade avsnitt 5 på seriens andra säsong ("Breakage"), avsnitt 5 på den tredje säsongen ("Mas") samt avsnitt 8 på seriens fjärde säsong ("Hermanos"). Han har även regisserat avsnitt 4 från första säsongen av TV-serien The Walking Dead, avsnittet heter "Vatos" och visades 2010. Han har även regisserat pilotavsnitten till Vikings (2013), Bloodline (2015) och serien Shut Eye som hade premiär hösten 2016.
År 2015 regisserade Renck miniserien The Last Panthers som kretsade kring en verklig diamantstöld som var kopplad till en liga i Balkan. Serien visades på HBO och hade bland andra Samantha Morton, Tahar Rahim och John Hurt i rollerna. Serien nominerades till en BAFTA Award för Bästa dramaserie. År 2019 regisserade han ytterligare en miniserie för HBO; Chernobyl. Serien skildrar Tjernobylolyckan 1986 och har bland andra Stellan Skarsgård, Jared Harris och Emily Watson i rollerna.

### Familj
Sedan 2013 är han gift med Elin Renck och tillsammans har de fyra barn. Familjen är bosatt i Brooklyn i New York.

## Filmografi i urval
- 2008 – Downloading Nancy
- 2010 – The Walking Dead (TV-serie) (ett avsnitt)
- 2009–2011 – Breaking Bad (TV-serie) (tre avsnitt)
- 2013 – Vikings (TV-serie) (tre avsnitt)
- 2014 – Ettor och nollor (TV-serie) (miniserie i två avsnitt)
- 2014 – Halt and Catch Fire (TV-serie) (ett avsnitt)
- 2015 – Bloodline (TV-serie) (två avsnitt)
- 2015 – The Last Panthers (TV-serie) (sex avsnitt)
- 2019 – Chernobyl (TV-serie) (miniserie i fem avsnitt)
- 2024 - Spaceman

## Diskografi

### Album
- 1993 – Supermarket
- 1995 – The Great Blondino
- 2001 – Jr.

### Singlar
- 1993 – Here We Go
- 1993 – Down The Drain
- 1993 – Living It Up
- 1995 – Great Blondino
- 2001 – Killer